# Berylmys manipulus
Berylmys manipulus — вид пацюків (Rattini), що родом із південної й південно-східної Азії.

## Морфологічна характеристика
Довжина голови й тулуба 135–185 мм, довжина хвоста 140–187 мм. Довжина задніх лап становить 33–40 мм, а довжина вуха 23–25 мм. Це найменший вид роду. Його зовнішній вигляд дуже схожий на Berylmys bowersi з тьмяним коричнево-сірим хутром на спині та білим животом. Хвіст темно-коричневий, задня половина або остання третина і кінчик пофарбовані в білий колір. Верхівки передніх і задніх лап білі.

## Середовище проживання
Ареал: Індія — Ассам, Нагаленд і Маніпур; північна і центральна М'янма, а також південний Китай (Юньнань на захід від річки Салвін). Він був зафіксований у вічнозелених дощових лісах, дубово-чагарникових асоціаціях (з високою травою чи без), прирічкових лугах, річкових чагарниках і ніколи у людських житлах чи оброблених полях. Цей вид мешкає в норах і харчується рослинами, комахами та дощовими хробаками.

## Загрози й охорона
Основною загрозою, ймовірно, є втрата лісу, оскільки вона залежить від лісових середовищ, велика частина яких була значною мірою вирубана через вирубку та розширення людських поселень у регіоні. Ймовірно, в Індії на нього полюють, щоб отримати їжу.